# Great Wyrley
Great Wyrley est un village et une paroisse civile du Staffordshire, en Angleterre.